# 千葉みなと駅

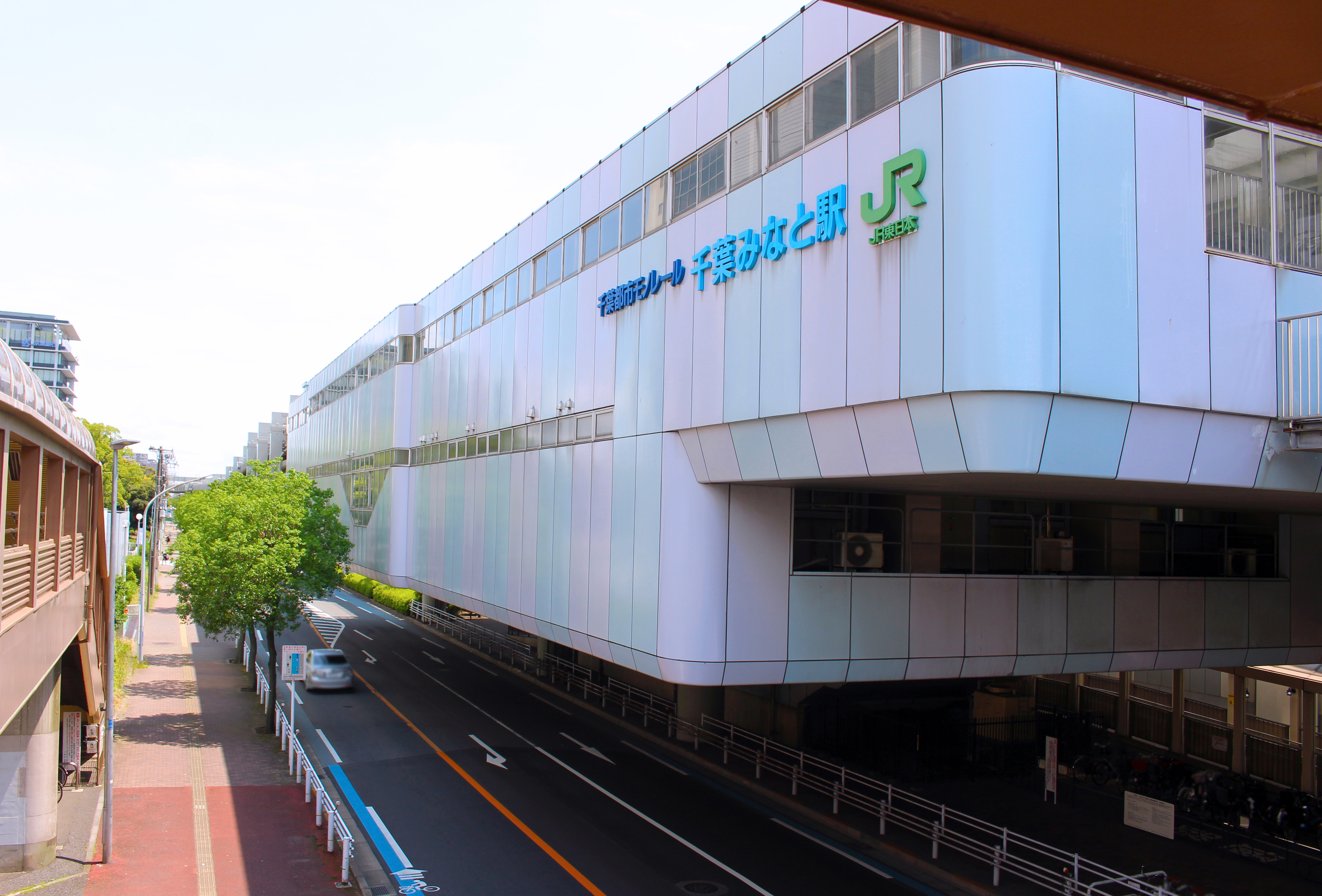
駅舎北側 千葉港方面（2024年6月）

千葉みなと駅（ちばみなとえき）は、千葉県千葉市中央区中央港一丁目にある、東日本旅客鉄道（JR東日本）・千葉都市モノレールの駅である。JRの駅にはJE 17、千葉都市モノレールの駅にはCM01の駅番号が付与されている。

## 概要
JR東日本の京葉線と千葉都市モノレールの1号線が乗り入れ、接続駅となっている。千葉都市モノレールの駅は1号線の起点かつ同線の単独駅であるが、千葉駅から分岐する2号線の大半の列車も当駅まで乗り入れる。

## 歴史
- 1986年（昭和61年）3月3日：日本国有鉄道（国鉄）京葉線の千葉港駅（ちばみなとえき）[注 1]として開業[2]。「ちばこう」という誤読を防ぐため、駅名標や方向幕などでは当初から「千葉みなと」と表記されることが多かった[注 2]。
- 1987年（昭和62年）4月1日：国鉄分割民営化に伴い、東日本旅客鉄道（JR東日本）の駅となる[2]。
- 1988年（昭和63年）12月1日：京葉線が当駅から蘇我駅まで延伸開業[2]。
- 1992年（平成4年）3月14日：正式名称を千葉みなと駅に改称[2][3][注 2]。
- 1995年（平成7年）8月1日：千葉都市モノレール1号線が開業する[4][5]。
- 2000年（平成12年）12月2日：ダイヤ改正により京葉線の快速電車が平日の日中帯に停車[6]。
- 2001年（平成13年）11月18日：JR東日本の駅でICカード「Suica」の利用が可能となる[広報 1][注 3]。
- 2002年（平成14年）12月1日：ダイヤ改正により京葉線の快速電車が全停車[7]。
- 2007年（平成19年）3月10日：JR東日本の駅で発車メロディを導入。
- 2009年（平成21年）3月14日：千葉都市モノレールの駅でICカード「PASMO」の利用が可能となる[8][注 4]。
- 2014年（平成25年）3月31日：みどりの窓口の営業を終了。
- 2015年（平成27年）10月20日：JR東日本の駅が業務委託化[9]。
- 2018年（平成30年）2月：千葉都市モノレールの駅のトイレの改修工事（洋式化）完了。
- 2021年（令和3年）11月9日：JR東日本の駅に駅ナカシェアオフィス「STATION WORK」のテレワークブース「STATION BOOTH」が開設[10]。

## 駅構造

### JR東日本
島式ホーム1面2線（1・2番線）と単式ホーム1線（3番線）を有する高架駅。駅舎は高架下にある。
JR東日本ステーションサービスが駅業務を受託している新浦安営業統括センター（新浦安駅）管理の業務委託駅。指定席券売機・自動改札機・自動精算機設置駅。2017年2月1日の駅遠隔操作システム導入により、始発から午前6時30分までは改札係員不在となり、一部の自動券売機のみ稼働する（稲毛海岸駅がインターホンによる遠隔対応を行う）。
駅構内の店舗は、マルエツプチ、マツモトキヨシ、NewDays、サンエトワール、いろり庵きらくが入居している。なお、いろり庵きらくの出店前は、万葉軒が営業する飲食店「万葉茶屋 千葉みなと」があった。
東京駅から続いてきた京葉線の電車特定区間は当駅までであり、蘇我駅は区間外となっている。

#### のりば
| 番線 | 路線   | 方向 | 行先             | 備考            |
| ---- | ------ | ---- | ---------------- | --------------- |
| 1・2 | 京葉線 | 下り | 蘇我方面         | 2番線は一部列車 |
| 2・3 | 京葉線 | 上り | 南船橋・東京方面 | 2番線は一部列車 |

（出典：JR東日本:駅構内図）
- 2番線は通過待ちで用いられる。また、ダイヤが大幅に乱れた場合は外房線および内房線の千葉行の上り列車が当駅2番線を用いて折り返すことがある。

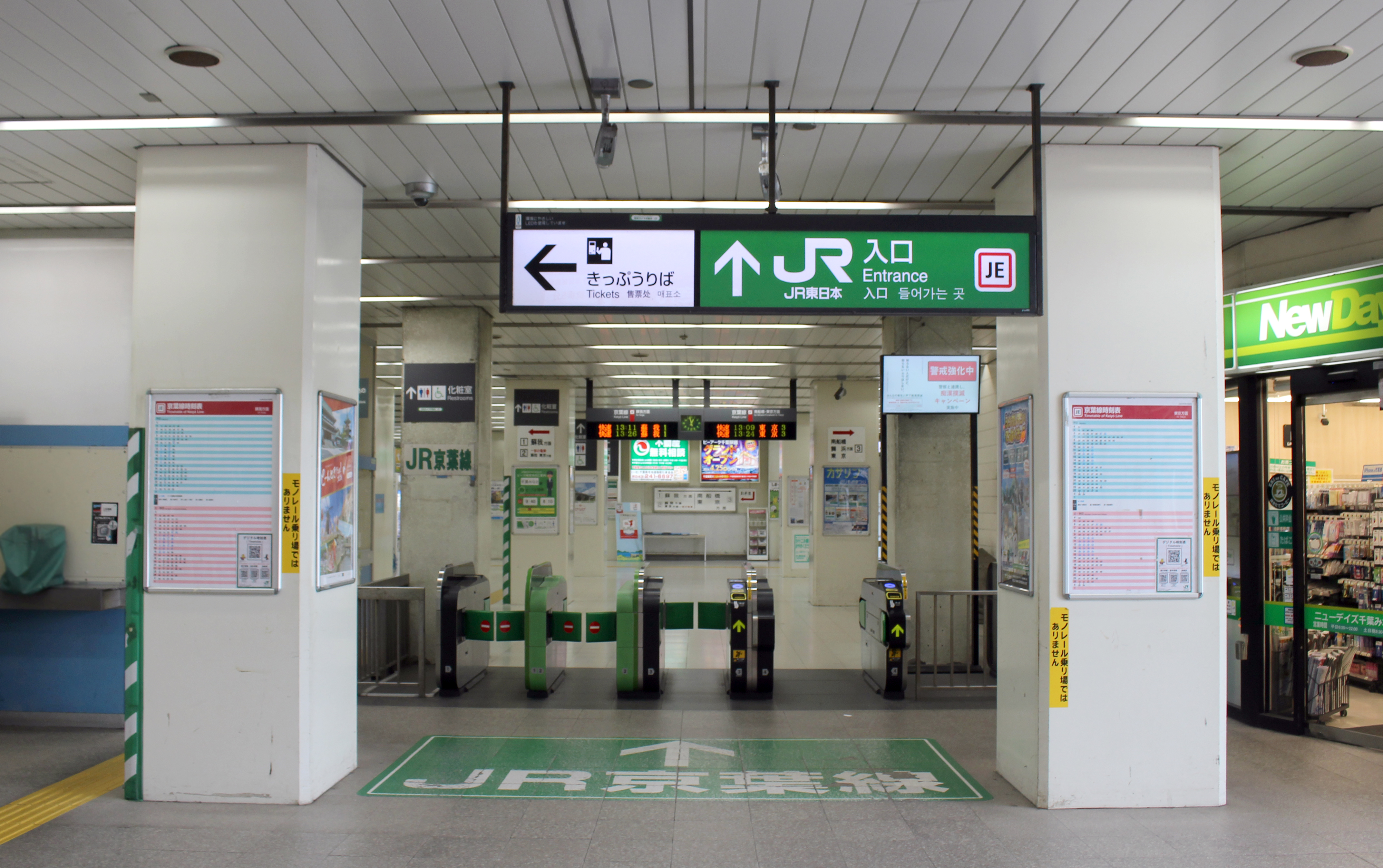
改札口（2024年6月）
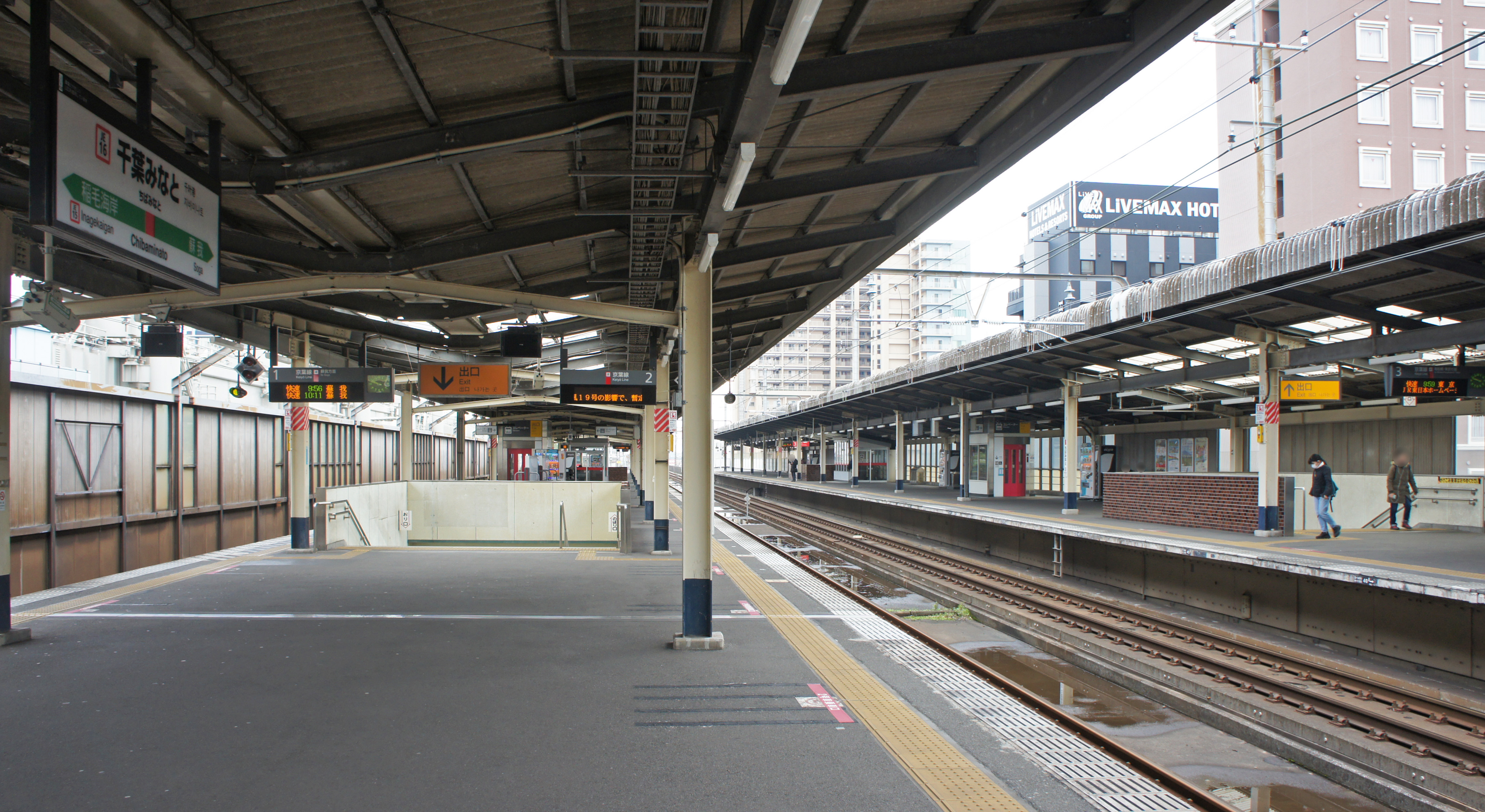
駅ホーム（2019年12月）

| 運転番線 | 営業番線 | ホーム | 東京・西船橋方面着発 | 蘇我方面着発 | 備考       |
| -------- | -------- | ------ | -------------------- | ------------ | ---------- |
| 1        | 1        | 10両分 | 到着可               | 出発可       | 下り主本線 |
| 2        | 2        | 10両分 | 到着・出発可         | 到着・出発可 | 副本線     |
| 3        | 3        | 10両分 | 出発可               | 到着可       | 上り主本線 |

- 主本線を発着する場合は通過が可能。

### 千葉都市モノレール
相対式ホーム2面2線を有する高架駅。JRとは別に独自の駅舎を有する。平日朝の一部列車を除き、1番線から動物公園・千城台行が、2番線から県庁前行が発車する。

#### のりば
| 番線 | 路線  | 行先             | 備考                        |
| ---- | ----- | ---------------- | --------------------------- |
| 1    | 2号線 | 千葉・千城台方面 | 平日朝の一部は2番線から発車 |
| 2    | 1号線 | 千葉・県庁前方面 | -                           |

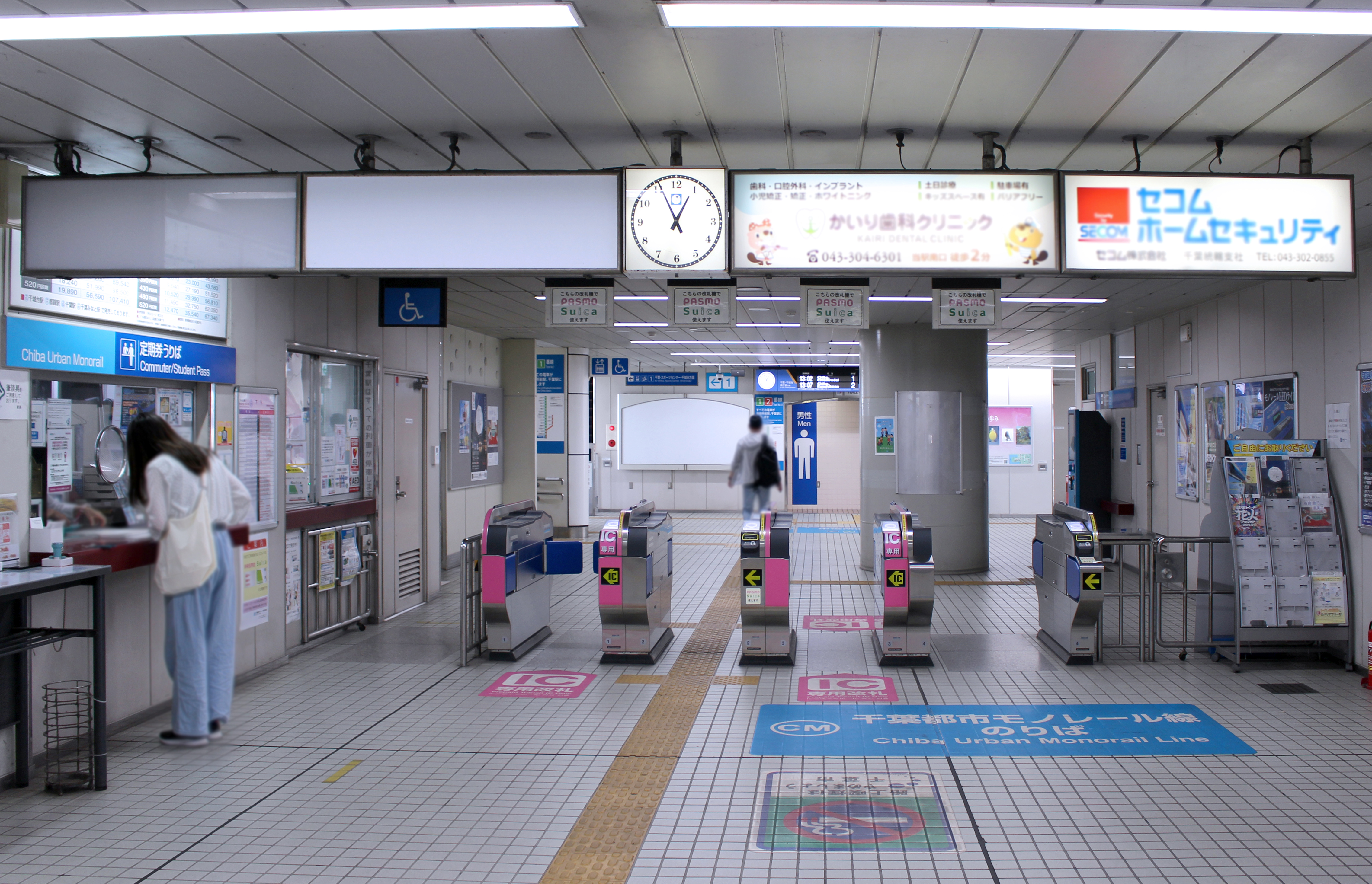
改札口（2024年6月）
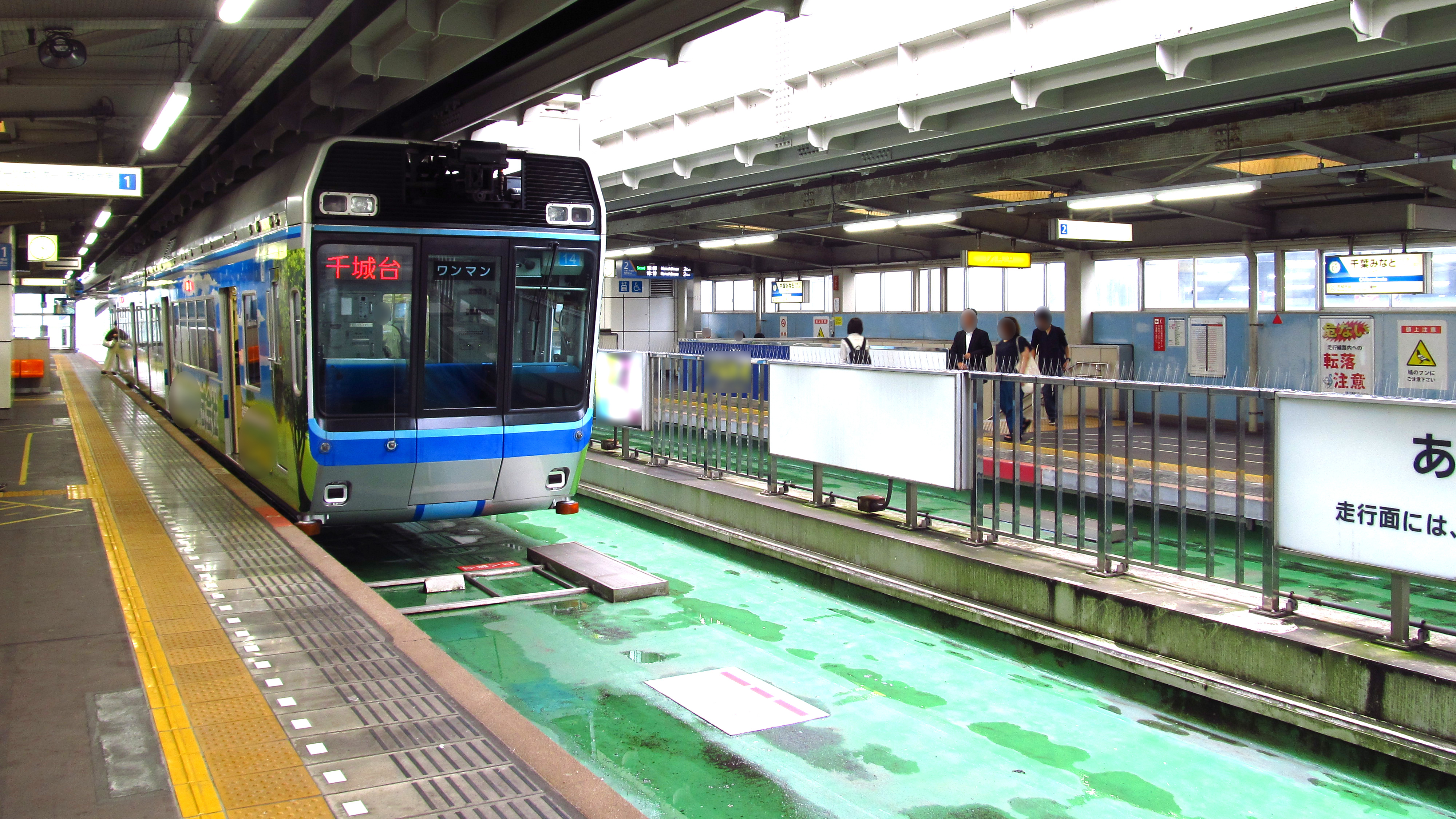
駅ホーム（2019年7月）
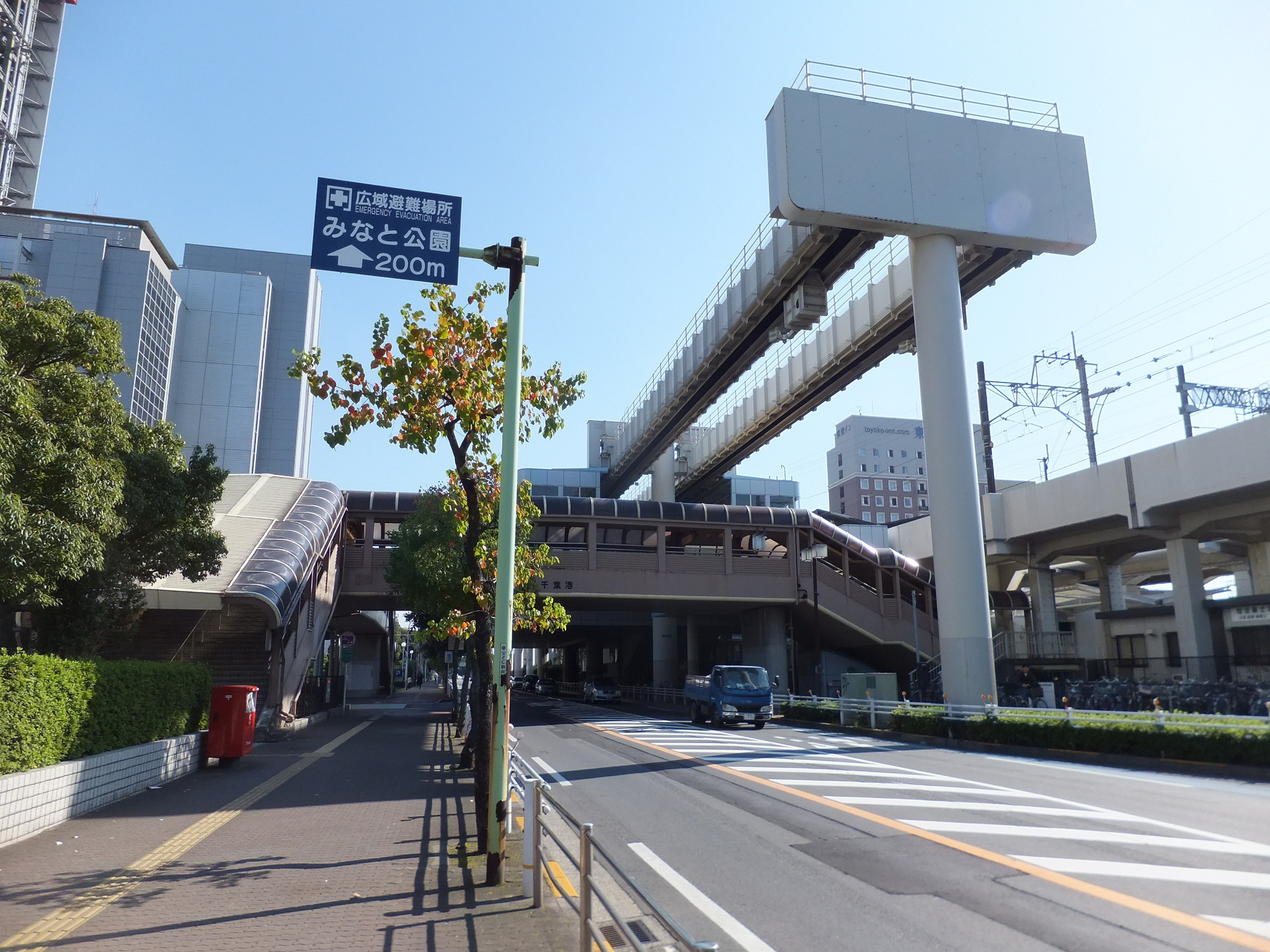
モノレール終端（2011年10月）

## 利用状況
- JR東日本 - 2023年度の1日平均乗車人員は16,602人である[JR 1]。
- 千葉都市モノレール - 2022年度の1日平均乗車人員は7,576人である。
同社の駅では18駅中2位。

開業以後の1日平均乗車人員推移は下表の通り。
| 年度               | 国鉄 / JR東日本 | 千葉都市 モノレール | 出典     |
| ------------------ | --------------- | ------------------- | -------- |
| 1985年（昭和60年） | 2,337           | 未 開 業            | [ * 1 ]  |
| 1986年（昭和61年） | 1,955           | 未 開 業            | [ * 2 ]  |
| 1987年（昭和62年） | 2,285           | 未 開 業            | [ * 3 ]  |
| 1988年（昭和63年） | 3,266           | 未 開 業            | [ * 4 ]  |
| 1989年（平成元年） | 4,898           | 未 開 業            | [ * 5 ]  |
| 1990年（平成02年） | 6,009           | 未 開 業            | [ * 6 ]  |
| 1991年（平成03年） | 6,625           | 未 開 業            | [ * 7 ]  |
| 1992年（平成04年） | 6,968           | 未 開 業            | [ * 8 ]  |
| 1993年（平成05年） | 7,307           | 未 開 業            | [ * 9 ]  |
| 1994年（平成06年） | 7,563           | 未 開 業            | [ * 10 ] |
| 1995年（平成07年） | 8,597           | 2,919               | [ * 11 ] |
| 1996年（平成08年） | 9,439           | 3,825               | [ * 12 ] |
| 1997年（平成09年） | 9,505           | 4,160               | [ * 13 ] |
| 1998年（平成10年） | 9,444           | 4,174               | [ * 14 ] |
| 1999年（平成11年） | 9,432           | 4,421               | [ * 15 ] |
| 2000年（平成12年） | 9,813           | 4,493               | [ * 16 ] |
| 2001年（平成13年） | 10,157          | 4,540               | [ * 17 ] |
| 2002年（平成14年） | 10,592          | 4,684               | [ * 18 ] |
| 2003年（平成15年） | 11,649          | 5,139               | [ * 19 ] |
| 2004年（平成16年） | 12,147          | 5,448               | [ * 20 ] |
| 2005年（平成17年） | 13,118          | 5,702               | [ * 21 ] |
| 2006年（平成18年） | 14,013          | 6,166               | [ * 22 ] |
| 2007年（平成19年） | 14,768          | 6,573               | [ * 23 ] |
| 2008年（平成20年） | 15,134          | 6,704               | [ * 24 ] |
| 2009年（平成21年） | 14,934          | 6,658               | [ * 25 ] |
| 2010年（平成22年） | 14,888          | 6,648               | [ * 26 ] |
| 2011年（平成23年） | 14,559          | 6,342               | [ * 27 ] |
| 2012年（平成24年） | 14,956          | 6,740               | [ * 28 ] |
| 2013年（平成25年） | 15,561          | 7,157               | [ * 29 ] |
| 2014年（平成26年） | 15,699          | 7,237               | [ * 30 ] |
| 2015年（平成27年） | 16,400          | 7,504               | [ * 31 ] |
| 2016年（平成28年） | 16,733          | 7,774               | [ * 32 ] |
| 2017年（平成29年） | 17,052          | 8,047               | [ * 33 ] |
| 2018年（平成30年） | 17,191          | 8,264               | [ * 34 ] |
| 2019年（令和元年） | 17,199          | 8,467               | [ * 35 ] |
| 2020年（令和02年） | 13,501          | 6,340               | [ * 36 ] |
| 2021年（令和03年） | 14,158          | 6,916               | [ * 37 ] |
| 2022年（令和04年） | 15,354          | 7,576               | [ * 38 ] |
| 2023年（令和05年） | 16,602          |                     |          |

備考
1. ↑  1986年3月3日開業。開業日から同年3月31日までの計29日間を集計したデータ。
2. ↑  1995年8月1日開業。開業日から翌年3月31日までの計244日間を集計したデータ。

## 駅周辺
- 千葉市役所
- 千葉市議会
- 千葉市中央コミュニティセンター
  - 中央区役所市役所前市民センター
  - 千葉CCプラザ内郵便局
- 千葉銀行本店
- 京葉銀行千葉みなと本部
- 千葉興業銀行本店
- 千葉県千葉中央警察署

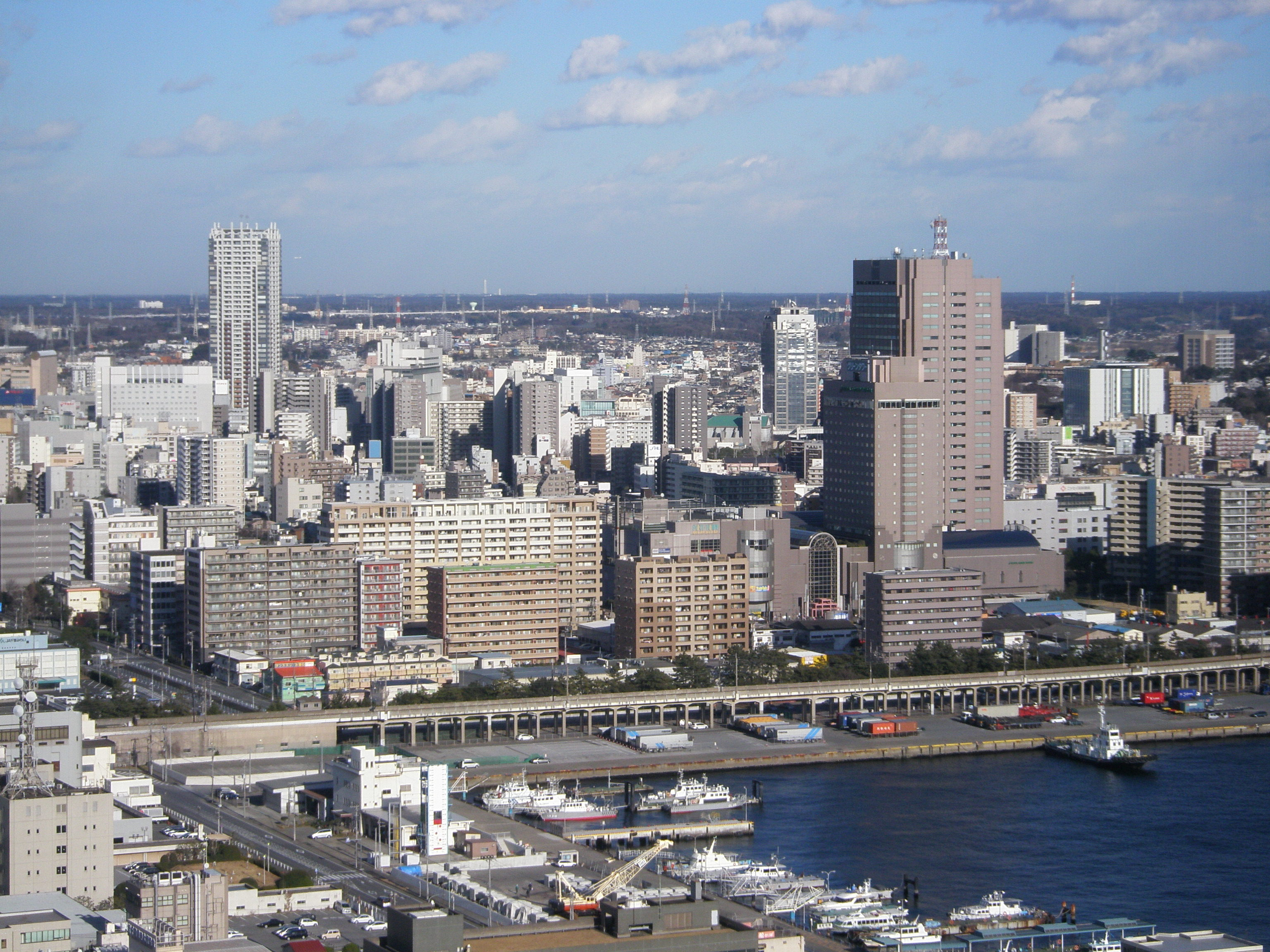
千葉ポートスクエア周辺
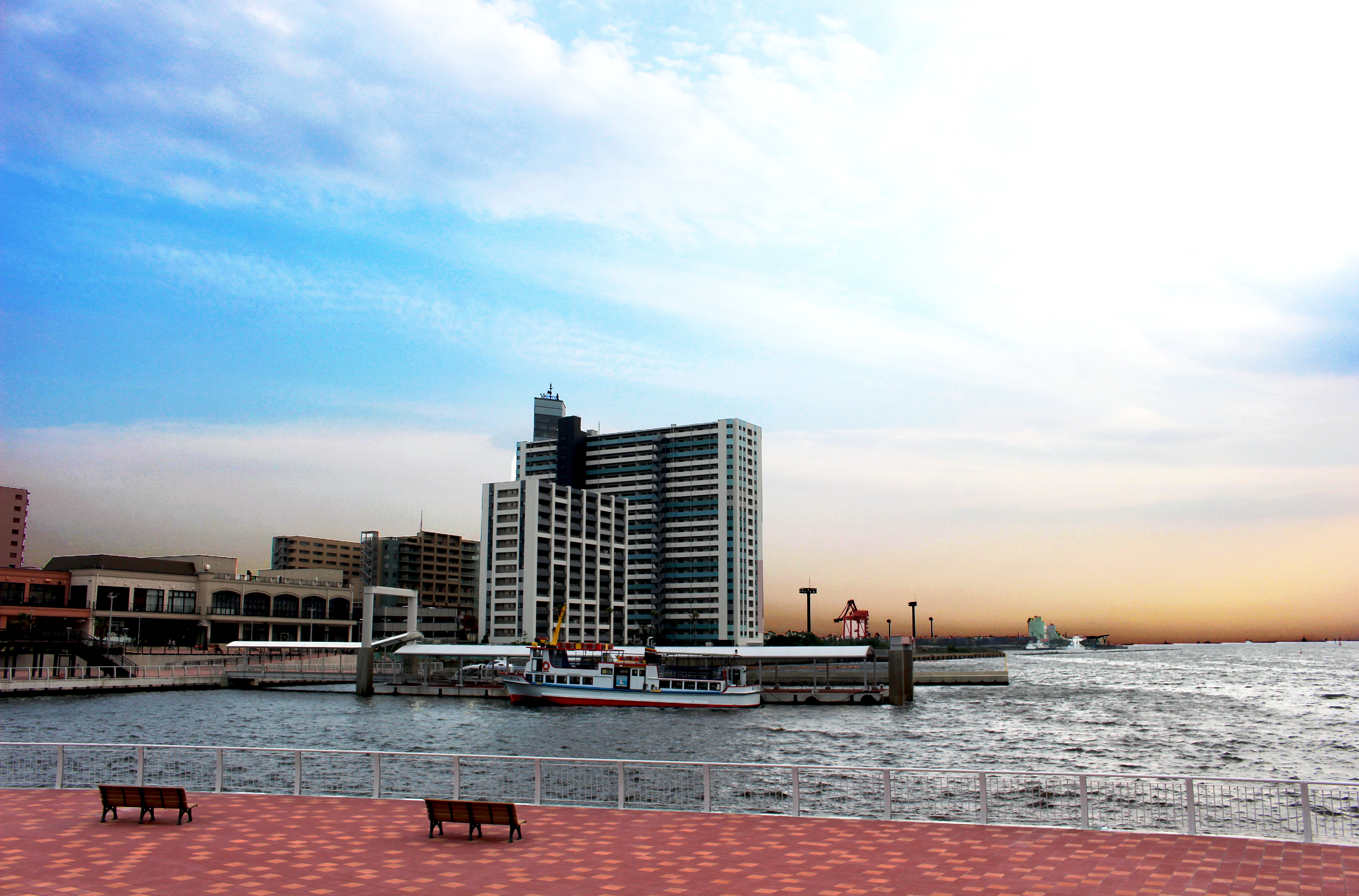
千葉市中央消防署臨港出張所
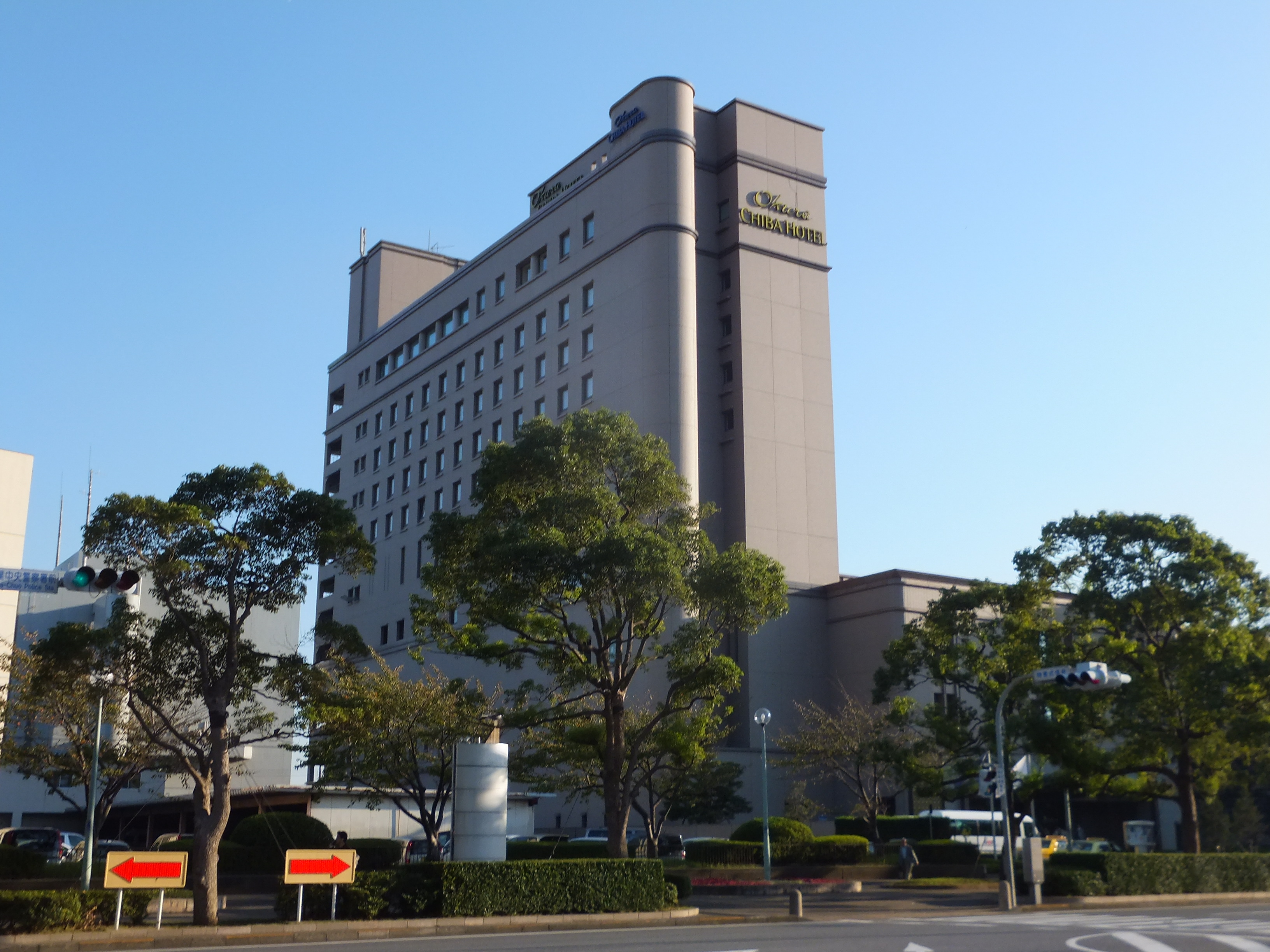
オークラ千葉ホテル
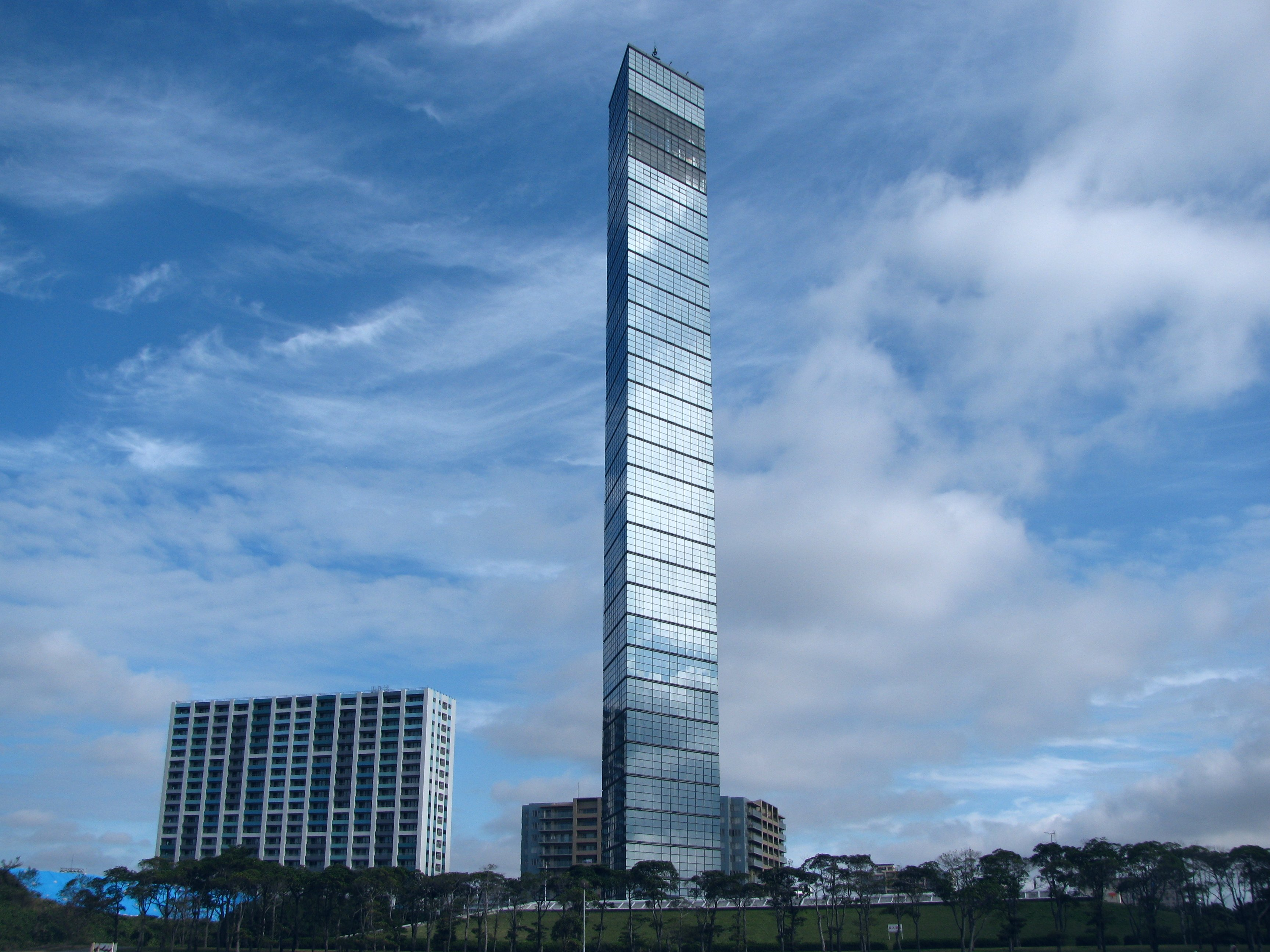
千葉ポートタワー
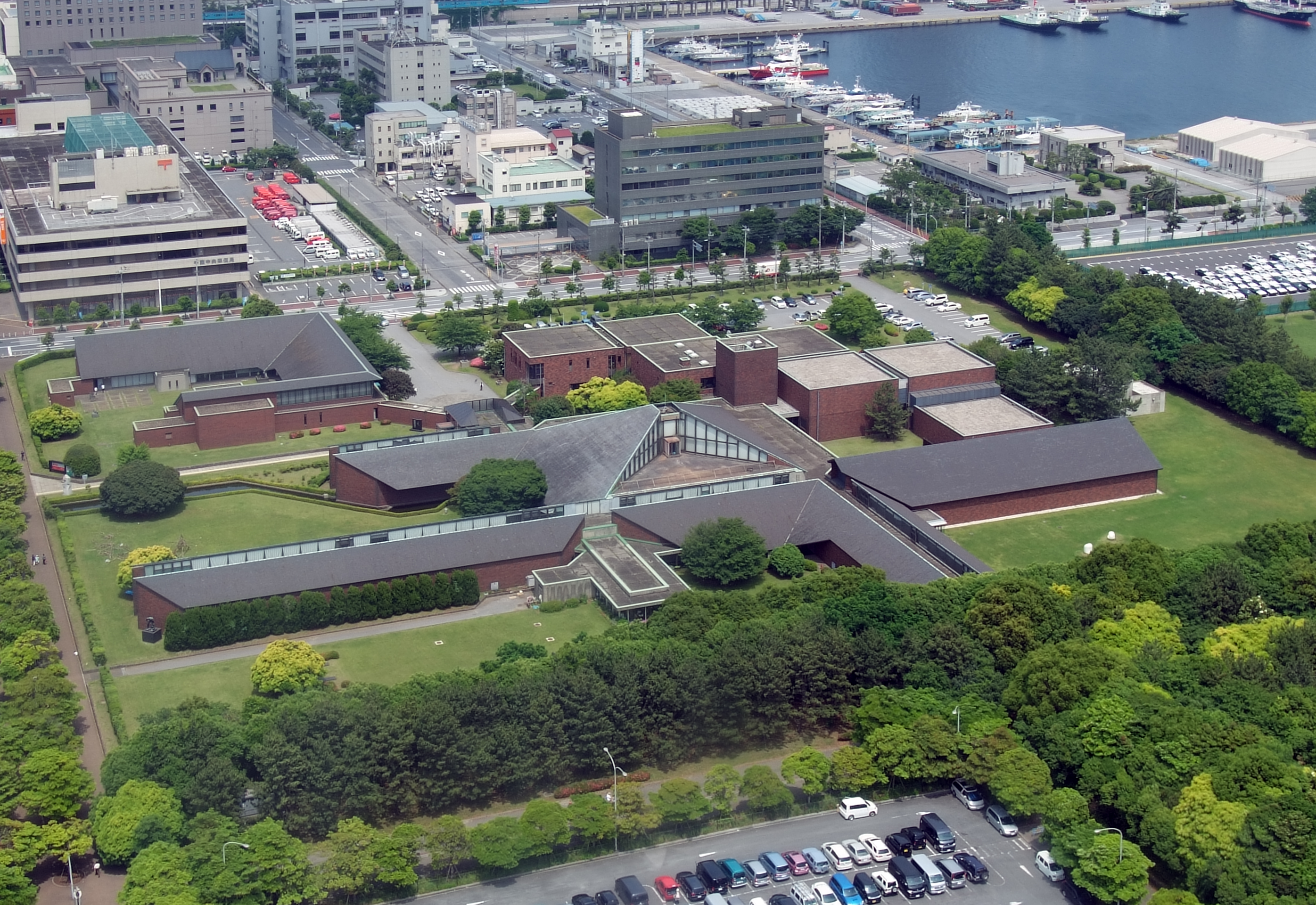
千葉県立美術館

- 千葉中央郵便局
  - かんぽ生命保険千葉支店
- 千葉新宿郵便局
- 千葉第一地方合同庁舎
  - 関東管区行政評価局 千葉行政評価事務所
  - 千葉地方法務局
  - 千葉保護観察所
  - 関東公安調査局千葉公安調査事務所
- 千葉港湾合同庁舎
  - 横浜税関千葉税関支署
  - 東京検疫所千葉支所
  - 横浜植物防疫所東京支所千葉出張所
  - 銚子地方気象台千葉特別地域気象観測所
  - 第三管区海上保安本部千葉海上保安部
- 関東地方整備局千葉港湾事務所
- 千葉県千葉地域整備センター千葉港湾事務所
- 千葉市総合保健医療センター
- NHK千葉放送局
- 千葉県立美術館
- 千葉ポートパーク
- 千葉ポートタワー
- みなと公園
- 千葉港
- 千葉中央港旅客船桟橋
- ケーズハーバー（旅客船ターミナル）
- 東横INN 千葉みなと駅前
- オークラ千葉ホテル
- ホテルポートプラザちば
- ホテルニューツカモト
- 千葉ポートスクエア
  - 千葉ポートアリーナ
  - 千葉ポートサイドタワー
  - カンデオホテルズ千葉
- ライオンズマンション千葉グランドタワー
- 千葉マリンコート
- NTTドコモ千葉ビル
- 損保ジャパン千葉ビル
- NTT千葉ビル
- 一般社団法人千葉県建設業協会
- ドン・キホーテ 千葉ポートタウン店

- 千葉ポートスクエア周辺
- 千葉中央港旅客船桟橋
- オークラ千葉ホテル
- 千葉ポートタワー
- 千葉県立美術館

## バス路線
| のりば | 運行事業者                                                      | 系統・行先                                                        |
| 東口   | 東口                                                            | 東口                                                              |
| ------ | --------------------------------------------------------------- | ----------------------------------------------------------------- |
| 1      | 小湊鉄道                                                        | 千62：蘇我駅東口                                                  |
| 1      | 京成バス千葉イースト                                            | 千葉駅西口                                                        |
| 2      | 小湊鉄道                                                        | 千41・千42：千葉駅                                                |
| 2      | 京成バス千葉セントラル                                          | 千葉駅                                                            |
| 3      | - 京成バス千葉イースト - 日東交通                               | 高速 南総里見号：館山駅・安房白浜駅                               |
| 3      | 京成バス千葉イースト                                            | 高速：成田空港                                                    |
| 4      | 小湊鉄道                                                        | 千62：千葉ポートタワー                                            |
| 4      | 京成バス千葉イースト                                            | 千葉ポートタワー                                                  |
| 5      | 小湊鉄道                                                        | - 千41：幸町団地 - 千42：稲毛海岸駅                               |
| 5      | 京成バス千葉セントラル                                          | 千01：稲毛海岸駅 / 高浜車庫 / 海浜病院                            |
| 6      | 小湊鉄道                                                        | 千71：新港中央市場                                                |
| 6      | 京成バス千葉イースト                                            | - 稲61：稲毛駅 - 稲63：幸町団地                                   |
| 6      | - 京成バス - 京浜急行バス - 京成バス千葉イースト - 東京空港交通 | 高速：羽田空港                                                    |
| 6      | - 京成バス - 京成バス千葉イースト                               | 高速：成田空港                                                    |
| 7      | 小湊鉄道                                                        | 千71：千葉駅西口                                                  |
| 7      | 京成バス千葉イースト                                            | 稲61・稲63：千葉駅西口                                            |
| 西口   |                                                                 |                                                                   |
| 1      | 京成バス千葉イースト                                            | - 千38：新港車庫前 / 千葉駅西口 - 千39：新港イースト / 千葉駅西口 |
| 2      | 小湊鉄道                                                        | 千82：千葉ポートタワー / 千葉駅西口                               |
| 2      | 九十九里鐡道                                                    | アリオ蘇我シャトルバス：京成千葉寺駅                              |

## 隣の駅
東日本旅客鉄道（JR東日本）
 京葉線
■快速・■各駅停車
稲毛海岸駅 (JE 16) - （新港信号場〔旧：千葉貨物ターミナル駅〕） - 千葉みなと駅 (JE 17) - 蘇我駅
千葉都市モノレール
 1号線（2号線直通含む）
千葉みなと駅 (CM01) - 市役所前駅 (CM02)